# Chromi(II) oxide
Chromi(II) oxide hoặc oxide Chromi(II) là một hợp chất vô cơ gồm Chromi và oxy, có công thức hóa học CrO. Nó là bột màu đen hoặc xanh lục kết tinh trong cấu trúc muối mỏ. Ngoài ra, về tổng quan nó không tan trong nước, là một oxide base có tính khử.

## Lý tính
CrO là chất rắn có màu đen hoặc xanh lục và không tan trong nước.

## Hóa tính
Chromi(II) oxide là một oxide base, có tính base và cả tính khử.

### Tính khử
Vì tính chất khử, nên CrO rất dễ bị oxy hóa thành Chromi(III) oxide trong không khí.
- Chromi(II) oxide tự cháy trong không khí bằng phản ứng:[4]

4CrO + O2 → 2Cr2O3
- Chromi(II) oxide tác dụng với các acid như HNO3 loãng (hoặc HNO3 đặc nóng, H2SO4 đặc nóng), tạo ra sản phẩm mới là muối Cr3+.[4] Ví dụ:

CrO + HNO3 → 3Cr(NO3)3 + NO + 5H2O

### Tính base
Nó tác dụng với các dung dịch acid loãng như HCl, H2SO4, tạo ra sản phẩm là muối Cr2+ và nước. Ví dụ:
CrO + H2SO4 → CrSO4 + H2O

## Điều chế
Có thể điều chế CrO bằng cách cho hỗn hợp Cr–Hg vào trong không khí, khi đó:
2Cr + O2 → 2CrO

## Tác hại đối với con người
Các đường dẫn tiếp xúc có khả năng: Hít phải, da và mắt.
Triệu chứng tiếp xúc: Có thể gây kích ứng mắt và da bị trầy xước. Có thể gây kích ứng phổi.
CrO gây tác hại khá nghiệm trọng đối với sức khỏe con người, cần di chuyển bệnh nhân khỏi vùng phơi nhiễm. Có 4 biện pháp sơ cứu khi tiếp xúc với CrO.
Khi nạn nhân hít phải, cần để nạn nhân hít vào không khí trong lành, giữ ấm và yên tĩnh, cho thở oxy nếu khó thở. Nếu trường hợp nạn nhân nuốt phải: Nên rửa sạch miệng bằng nước. Không cố gây ói mửa, không bao giờ gây nôn hoặc cho bất cứ điều gì bằng miệng cho người bất tỉnh. Tất cả các trường hợp này, cần chăm sóc ý tế sau đó.
Nếu CrO tiếp xúc với da, thì nên cởi áo quần vùng bị nhiễm, phủi hóa chất khỏi da, rửa vùng bị ảnh hưởng bằng xà bông và nước. Tìm kiếm sự chăm sóc y tế nếu các triệu chứng vẫn còn. Trường hợp nếu CrO dính vào mắt: Rửa mắt bằng nước ấm, bao gồm mí trên và dưới, ít nhất 15 phút. Tìm kiếm sự chăm sóc y tế nếu các triệu chứng vẫn còn.